# Dąbrowa (hromada Podhajce)
Dąbrowa (ukr. Діброва) – wieś na Ukrainie w rejonie łuckim obwodu wołyńskiego.

## Historia
Pod koniec XIX w. wieś w gminie Poddębce, w powiecie łuckim.
Do 2020 w rejonie kiwereckim. 